# Cervicosus spinosus
Cervicosus spinosus är en stekelart som beskrevs av Gibson 1995. Cervicosus spinosus ingår i släktet Cervicosus och familjen hoppglanssteklar.
Artens utbredningsområde är Madagaskar. Inga underarter finns listade i Catalogue of Life.